# Sportgemeinschaft Dynamo Dresden 2002-2003
Questa voce raccoglie le informazioni riguardanti il Dinamo Dresda nelle competizioni ufficiali della stagione 2002-2003.

## Stagione
Nella stagione 2002-2003 il Dinamo Dresda, allenato da Christoph Franke, concluse il campionato di Regionalliga nord al 7º posto.

## Rosa
| N. |                     | Ruolo | Calciatore         |
| -- | ------------------- | ----- | ------------------ |
| 1  | Croazia (bandiera)  | P     | Ignjac Kresic      |
| 2  | Germania (bandiera) | D     | Frank Paulus       |
| 3  | Germania (bandiera) | D     | Volker Oppitz      |
| 4  | Croazia (bandiera)  | D     | Dario Dabac        |
| 5  | Romania (bandiera)  | D     | Levente Csik       |
| 6  | Germania (bandiera) | C     | Maik Wagefeld      |
| 7  | Germania (bandiera) | C     | Daniel Petrowsky   |
| 8  | Germania (bandiera) | C     | Nico Däbritz       |
| 9  | Germania (bandiera) | C     | Sven Ratke         |
| 10 | Germania (bandiera) | C     | Steffen Heidrich   |
| 11 | Germania (bandiera) | A     | Thomas Neubert     |
| 12 | Germania (bandiera) | D     | Torsten Bittermann |
| 13 | Germania (bandiera) | D     | Lars Heller        |
| 14 | Russia (bandiera)   | A     | Denis Koslov       |

| N. |                     | Ruolo | Calciatore         |
| -- | ------------------- | ----- | ------------------ |
| 15 | Germania (bandiera) | D     | Tom Hoffmann       |
| 16 | Germania (bandiera) | C     | Sven Köhler        |
| 17 | Germania (bandiera) | C     | Daniel Ziebig      |
| 18 | Germania (bandiera) | A     | Sebastian Hähnge   |
| 19 | Germania (bandiera) | C     | René Beuchel       |
| 20 | Serbia (bandiera)   | A     | Ranisav Jovanović  |
| 21 | Marocco (bandiera)  | A     | Abdelaziz Ahanfouf |
| 22 | Germania (bandiera) | C     | Sven Johne         |
| 22 | Germania (bandiera) | A     | Rocco Milde        |
| 23 | Germania (bandiera) | P     | Rüdiger Huster     |
|    | Germania (bandiera) | P     | Heiko Beyer        |
|    | Germania (bandiera) | D     | André Weiß         |
|    | Germania (bandiera) | C     | Alexander Kunert   |
|    | Germania (bandiera) | C     | Peter-Paul Petzold |

## Organigramma societario
Area tecnica
- Allenatore: Christoph Franke
- Allenatore in seconda: Meinhard Hemp, Sven Köhler
- Preparatore dei portieri:
- Preparatori atletici:
- Analisi video:

## Calciomercato

### Sessione estiva
| Acquisti | Acquisti           | Acquisti          | Acquisti |
| R.       | Nome               | da                | Modalità |
| -------- | ------------------ | ----------------- | -------- |
| A        | Abdelaziz Ahanfouf | Magonza           |          |
| C        | René Beuchel       | Dresdner SC       |          |
| D        | Torsten Bittermann | Chemnitz          |          |
| C        | Nico Däbritz       | Babelsberg        |          |
| A        | Ranisav Jovanović  | TeBe Berlino      |          |
| C        | Sven Ratke         | Dresdner SC       |          |
| C        | Daniel Ziebig      | Dinamo Dresda U19 |          |

| Cessioni | Cessioni       | Cessioni     | Cessioni |
| R.       | Nome           | a            | Modalità |
| -------- | -------------- | ------------ | -------- |
| P        | René Groß      | Borea Dresda |          |
| D        | Robert Pietsch | Dresdner SC  |          |

### Sessione invernale
| Acquisti | Acquisti           | Acquisti    | Acquisti |
| R.       | Nome               | da          | Modalità |
| -------- | ------------------ | ----------- | -------- |
| C        | Peter-Paul Petzold | Dresdner SC |          |

| Cessioni | Cessioni | Cessioni | Cessioni |
| R.       | Nome     | a        | Modalità |
| -------- | -------- | -------- | -------- |

## Risultati

### Regionalliga

#### Girone di andata
| Arbitro: | Hoyzer |

|             |           |  |
| Neubert 20’ | Marcatori |  |

| Essen 3 agosto 2002, ore 14:00 CEST 2ª giornata | Rot-Weiss Essen | 0 – 0 referto | Dinamo Dresda | Georg-Melches-Stadion (10 319 spett.)\| Arbitro: \| Krug \| |
| Arbitro:                                        | Krug            |               |               |                                                             |

| Arbitro: | Voss |

|                          |           |  |
| Jovanović 77’ Ziebig 81’ | Marcatori |  |

| Amburgo 4 settembre 2002, ore 19:30 CEST 4ª giornata | Amburgo II | 0 – 0 referto | Dinamo Dresda | AOL Arena (800 spett.)\| Arbitro: \| Czech \| |
| Arbitro:                                             | Czech      |               |               |                                               |

| Arbitro: | Lupp |

|                             |           |             |
| Heidrich 20’ Bittermann 56’ | Marcatori | 35’ Trejgis |

| Dresda 1º settembre 2002, ore 14:00 CEST 6ª giornata | Dresdner SC | 0 – 0 referto | Dinamo Dresda | Rudolf-Harbig-Stadion (17 100 spett.)\| Arbitro: \| Fleske \| |
| Arbitro:                                             | Fleske      |               |               |                                                               |

| Arbitro: | Winkmann |

|  |           |                                 |
|  | Marcatori | 74’ (rig.) Pinske 80’ Krontiris |

| Arbitro: | Jauch |

|          |           |             |
| Jank 47’ | Marcatori | 50’ Neubert |

| Arbitro: | Keßler |

|                               |           |  |
| Neubert 4’, 55’ Jovanović 41’ | Marcatori |  |

| Osnabrück 28 settembre 2002, ore 14:00 CEST 10ª giornata | Osnabrück  | 0 – 0 referto | Dinamo Dresda | Piepenbrockstadion an der Bremer Brücke (7 100 spett.)\| Arbitro: \| Stachowiak \| |
| Arbitro:                                                 | Stachowiak |               |               |                                                                                    |

| Arbitro: | Anklam |

|               |           |           |
| Jovanović 50’ | Marcatori | 11’ Nouri |

| Arbitro: | Frank |

|  |           |             |
|  | Marcatori | 29’ Neubert |

| Arbitro: | Weber |

|                          |           |                              |
| Däbritz 43’ Wagefeld 61’ | Marcatori | 28’, 65’, 78’ (rig.) Tjikuzu |

| Arbitro: | Zinken |

|  |           |             |
|  | Marcatori | 5’ Ahanfouf |

| Arbitro: | Melms |

|              |           |                                        |
| Ahanfouf 68’ | Marcatori | 30’ Steegmann 78’ (rig.), 83’ Federico |

| Arbitro: | Margenberg |

|                                |           |             |
| Jörres 12’ (aut.) Heidrich 24’ | Marcatori | 63’ Meißner |

| Arbitro: | Thomßen |

|  |           |                   |
|  | Marcatori | 52’, 67’ Ahanfouf |

#### Girone di ritorno
| Arbitro: | Otte |

|                                        |           |             |
| Ehrhard 51’ Nolden 58’ Löbe 90’ (rig.) | Marcatori | 14’ Neubert |

| Arbitro: | Fröhlich |

|                     |           |                     |
| Ahanfouf 75’ (rig.) | Marcatori | 58’ (rig.) Lipinski |

| Verl 8 dicembre 2002, ore 14:00 CET 20ª giornata | Verl      | 0 – 0 referto | Dinamo Dresda | Stadion an der Poststraße (1 708 spett.)\| Arbitro: \| Hielscher \| |
| Arbitro:                                         | Hielscher |               |               |                                                                     |

| Dresda 2 marzo 2003, ore 14:00 CET 21ª giornata | Dinamo Dresda | 0 – 0 referto | Amburgo II | Rudolf-Harbig-Stadion (7 850 spett.)\| Arbitro: \| Plaggenborg \| |
| Arbitro:                                        | Plaggenborg   |               |            |                                                                   |

| Arbitro: | Thomßen |

|                               |           |               |
| Ilski 46’ Guščinas 60’ (rig.) | Marcatori | 35’ Jovanović |

| Arbitro: | Keßler |

|              |           |  |
| Wagefeld 57’ | Marcatori |  |

| Arbitro: | Fleske |

|                       |           |              |
| Şirin 73’ Leandro 83’ | Marcatori | 50’ Wagefeld |

| Arbitro: | Kemmling |

|  |           |           |
|  | Marcatori | 65’ Grund |

| Arbitro: | Steinhaus-Webb |

|  |           |             |
|  | Marcatori | 80’ Beuchel |

| Arbitro: | Gräfe |

|  |           |                                    |
|  | Marcatori | 2’ Claaßen 43’ Enochs 90’ Schüßler |

| Arbitro: | Zinken |

|                        |           |              |
| Wersching 64’ Cebe 79’ | Marcatori | 15’ Wagefeld |

| Arbitro: | Fröhlich |

|               |           |  |
| Jovanović 36’ | Marcatori |  |

| Brema 6 maggio 2003, ore 19:00 CEST 30ª giornata | Werder Brema II | 0 – 0 referto | Dinamo Dresda | Weserstadion - Platz 11 (550 spett.)\| Arbitro: \| Schriever \| |
| Arbitro:                                         | Schriever       |               |               |                                                                 |

| Arbitro: | Czech |

|                               |           |                               |
| Koslov 10’, 46’ Jovanović 65’ | Marcatori | 78’ Chałaśkiewicz 80’ Okuyama |

| Arbitro: | Henschel |

|               |           |               |
| Steegmann 81’ | Marcatori | 79’ Jovanović |

| Arbitro: | Scheppe |

|                            |           |  |
| Rolleder 8’, 79’ Demir 84’ | Marcatori |  |

| Arbitro: | Hems |

|                              |           |                            |
| Neubert 20’, 32’ Beuchel 63’ | Marcatori | 45’ Antwerpen 59’ Piorunek |

## Statistiche

### Statistiche di squadra
| Competizione      | Punti | In casa | In casa | In casa | In casa | In casa | In casa | In trasferta | In trasferta | In trasferta | In trasferta | In trasferta | In trasferta | Totale | Totale | Totale | Totale | Totale | Totale | DR |
| Competizione      | Punti | G       | V       | N       | P       | Gf      | Gs      | G            | V            | N            | P            | Gf           | Gs           | G      | V      | N      | P      | Gf     | Gs     | DR |
| ----------------- | ----- | ------- | ------- | ------- | ------- | ------- | ------- | ------------ | ------------ | ------------ | ------------ | ------------ | ------------ | ------ | ------ | ------ | ------ | ------ | ------ | -- |
| Regionalliga nord | 50    | 17      | 9       | 3       | 5       | 23      | 20      | 17           | 4            | 8            | 5            | 11           | 14           | 34     | 13     | 11     | 10     | 34     | 34     | 0  |
| Totale            | 50    | 17      | 9       | 3       | 5       | 23      | 20      | 17           | 4            | 8            | 5            | 11           | 14           | 34     | 13     | 11     | 10     | 34     | 34     | 0  |

### Andamento in campionato
| Giornata  | 1 | 2 | 3 | 4 | 5 | 6 | 7 | 8 | 9 | 10 | 11 | 12 | 13 | 14 | 15 | 16 | 17 | 18 | 19 | 20 | 21 | 22 | 23 | 24 | 25 | 26 | 27 | 28 | 29 | 30 | 31 | 32 | 33 | 34 |
| --------- | - | - | - | - | - | - | - | - | - | -- | -- | -- | -- | -- | -- | -- | -- | -- | -- | -- | -- | -- | -- | -- | -- | -- | -- | -- | -- | -- | -- | -- | -- | -- |
| Luogo     | C | T | C | T | C | T | C | T | C | T  | C  | T  | C  | T  | C  | C  | T  | T  | C  | T  | C  | T  | C  | T  | C  | T  | C  | T  | C  | T  | C  | T  | T  | C  |
| Risultato | V | N | V | N | V | N | P | N | V | N  | N  | V  | P  | V  | P  | V  | V  | P  | N  | N  | N  | P  | V  | P  | P  | V  | P  | P  | V  | N  | V  | N  | P  | V  |
| Posizione | 6 | 7 | 3 | 4 | 2 | 2 | 7 | 5 | 4 | 4  | 5  | 5  | 6  | 4  | 5  | 4  | 3  | 7  | 7  | 7  | 8  | 8  | 7  | 8  | 8  | 8  | 8  | 8  | 8  | 8  | 8  | 8  | 8  | 7  |

Legenda:

Luogo: C = Casa; T = Trasferta. Risultato: V = Vittoria; N = Pareggio; P = Sconfitta.

### Statistiche dei giocatori
| A. Ahanfouf   | 14 | 5 | 5  | 3 |
| R. Beuchel    | 16 | 2 | 3  | 0 |
| H. Beyer      | 0  | 0 | 0  | 0 |
| T. Bittermann | 29 | 1 | 7  | 0 |
| L. Csik       | 20 | 0 | 5  | 0 |
| D. Dabac      | 22 | 0 | 5  | 0 |
| N. Däbritz    | 21 | 1 | 5  | 1 |
| S. Heidrich   | 13 | 2 | 5  | 0 |
| L. Heller     | 21 | 0 | 4  | 0 |
| T. Hoffmann   | 0  | 0 | 0  | 0 |
| R. Huster     | 1  | 0 | 0  | 0 |
| S. Hähnge     | 16 | 0 | 1  | 1 |
| S. Johne      | 3  | 0 | 0  | 0 |
| R. Jovanović  | 28 | 7 | 4  | 1 |
| D. Koslov     | 13 | 2 | 2  | 0 |
| I. Kresic     | 33 | 0 | 4  | 0 |
| A. Kunert     | 3  | 0 | 1  | 0 |
| S. Köhler     | 2  | 0 | 0  | 0 |
| R. Milde      | 9  | 0 | 1  | 0 |
| T. Neubert    | 34 | 8 | 5  | 0 |
| V. Oppitz     | 33 | 0 | 2  | 1 |
| F. Paulus     | 31 | 0 | 1  | 0 |
| D. Petrowsky  | 25 | 0 | 1  | 0 |
| P. Petzold    | 0  | 0 | 0  | 0 |
| S. Ratke      | 11 | 0 | 0  | 0 |
| M. Wagefeld   | 30 | 4 | 9  | 1 |
| A. Weiß       | 2  | 0 | 0  | 0 |
| D. Ziebig     | 31 | 1 | 10 | 0 |